# Hantarex
Hantarex es una marca italiana de electrónica de consumo y de aparatos profesionales.

## Historia
Nació como una marca de la compañía del mismo nombre, Hantarex S.p.A., fundada en 1945 en Florencia por Sr. Ugo Meoni. Esta empresa comenzó su actividad con la producción de dispositivos de radio, a lo que se agregó en 1952, la producción de televisores.
En los años setenta, la empresa (cuya guía pasó a manos de Luciano Meoni, hijo del fundador, que asumió el cargo de CEO), experimentó una fase de desarrollo importante, y en 1977, se especializó en el sector de TI y comenzó la producción de los primeros monitores. En el sector de TI de consumo, Hantarex tuvo sus mayores éxitos, convirtiéndose en los años ochenta en el primer productor y líder del mercado en Europa de monitores de computadora.
En 1990, creó un joint-venture con la financiera pública REL, denominada Hantarel S.p.A., de la cual la compañía toscana tenía el 67% y el socio público restante 33%, que operó en el sector de la informática de consumo y de la tecnología multimedia.
En 1992, Hantarex, que tenía 1.233 empleados en las cinco plantas (Florencia, Milán, Sesto Fiorentino y Viterbo) y que generó una facturación de aproximadamente 250 mil millones de liras, se expandió y, junto con otros socios privados italianos, creó una nueva planta producción en Pécs, Hungría, para la producción de componentes, productos semiacabados y terminados para tecnología de la información. El rendimiento de su filial Hantarel también fue positivo, con ingresos de 24 mil millones en 1991 a 64 mil millones en el año siguiente.
A pesar de su buena situación de mercado, Hantarex cesó sus actividades en 1995, cuando se declaró en bancarrota; después de la bancarrota, Luciano Meoni terminó en la cárcel.
En 1996, la marca Hantarex fue adquirida por Sambers Italia S.p.A. de la familia Taffelli. La compañía de Cinisello Balsamo (MI) produce bajo la marca Hantarex, monitores profesionales (para aeropuertos y estaciones de trenes) y domésticos para computadoras personales y televisores de alta gama. En el mismo año, es la primera compañía europea en desarrollar un monitor de plasma.
Desde 2004, la sede y la planta de Hantarex-Sambers Italia, que también es un laboratorio de investigación donde se diseñan las piezas que se producirán, se encuentran en Biassono (MB), y se producen monitores y pantallas digitales profesionales y dispositivos electrónicos de consumo (Televisores LCD y de plasma, y decodificadores para televisión digital terrestre). La empresa Lombard produce anualmente más de 20,000 piezas, la mitad de las cuales se venden en el extranjero.
El cambio en China de la producción de televisores de pantalla plana para clientes de consumo bajo la marca Hantarex todavía está en marcha en 2011, mientras que el resto del diseño italiano se encuentra en la gama más alta de modelos que ofrece la compañía.